# Station Temma
Station Temma (天満駅, Tenma-eki) is een spoorwegstation in de wijk Kita-ku in Osaka, Japan. Het wordt aangedaan door de Osaka-ringlijn en is het laatste station voordat het beginpunt (Station Osaka) bereikt wordt. Het station heeft twee sporen.

Hoewel de transcriptie van 天満 tenma is, gebruikt men de verbasterde vorm van 'nm', wat neerkomt op een dubbele M. Dit is ook te zien bij het station Hommachi.

## Treindienst

### JR West
| 1 | ■Osaka-ringlijn | richting Osaka en Nishikujō  |
| 2 | ■Osaka-ringlijn | richting Kyōbashi en Tennōji |

## Geschiedenis
Het station werd in 1895 geopend aan de Osaka-spoorlijn. 14 jaar later kreeg ook de Jōtō-lijn een stop aan het station. In 1961 werd er een nieuw station gebouwd ten behoeve van de Osaka-ringlijn.

## Overig openbaar vervoer
Bussen 37 & 83

## Stationsomgeving
- Station Ogimachi voor de Sakaisuji-lijn (ongeveer 100 meter ten zuidwesten van Temma)
- Kids Plaza Osaka
- Hoofdkantoor van de Kansai Telecast Corporation
- Tenjinbashisuji Winkelpassage
- Super Tamade (supermarkt)
- Ogimachi-park
- Stadsdeelkantoor van Kita-ku
- Pensioenkantoor van Temma
- Kantoor van de spoorworkersunie

Osaka · Fukushima · Noda · Nishikujo · Bentencho · Taisho · Ashiharabashi · Imamiya · Shin-Imamiya · Tennoji · Teradacho · Momodani · Tsuruhashi · Tamatsukuri · Morinomiya · Osakajo-koen · Kyobashi · Sakuranomiya · Temma · Osaka